# 梅滕斯定理
在解析數論中，梅滕斯定理指的是三個弗朗茨·梅滕斯在1874年證明的定理，這些定理與質數密度相關。
以下假定{\displaystyle p\leq n}指的是所有不超過{\displaystyle n}的質數。

## 梅滕斯第一定理
梅滕斯第一定理指的對於任何的{\displaystyle n\geq 2}而言，以下式的絕對值不會超過{\displaystyle 2}（A083343）：
{\displaystyle \sum _{p\leq n}{\frac {\log p}{p}}-\log n}

## 梅滕斯第二定理
梅滕斯第二定理如下：
{\displaystyle \lim _{n\to \infty }\left(\sum _{p\leq n}{\frac {1}{p}}-\log \log n-M\right)=0,}
其中{\displaystyle M}是Meissel–Mertens常數（A077761）；更精確地說，梅滕斯證明了對於任意的{\displaystyle n\geq 2}，以上的公式在極限意義下，其絕對值不會超過下式：
{\displaystyle {\frac {4}{\log(n+1)}}+{\frac {2}{n\log n}}}

### 證明
證明梅滕斯第二定理的主要步驟如下：
{\displaystyle O(n)+n\log n=\log n!=\sum _{p^{k}\leq n}\lfloor n/p^{k}\rfloor \log p=\sum _{p^{k}\leq n}\left({\frac {n}{p^{k}}}+O(1)\right)\log p=n\sum _{p^{k}\leq n}{\frac {\log p}{p^{k}}}\ +O(n)}
其中最後的等式要求{\displaystyle \sum _{p^{k}\leq n}\log p=O(n)}，而這可由{\displaystyle \sum _{p\in (n,2n]}\log p\leq \log {2n \choose n}=O(n)}得出。
因此我們證明了下式：
{\displaystyle \sum _{p^{k}\leq n}{\frac {\log p}{p^{k}}}=\log n+O(1)}
由於在{\displaystyle k\geq 2}時，質數的次方的倒數和收斂之故，這表示說
{\displaystyle \sum _{p\leq n}{\frac {\log p}{p}}=\log n+O(1)}
故由分部求和法可推得下式：
{\displaystyle \sum _{p\leq n}{\frac {1}{p}}=\log \log n+M+O(1/\log n)}

### 變號
在一篇於1983年出版的關於除數函數增長率的文章中，Guy Robin證明了以下在梅滕斯第二定理中出現的差會變號無限多次：
{\displaystyle \sum _{p\leq n}{\frac {1}{p}}-\log \log n-M}
此外，以下在梅滕斯第三定理中出現的差也會變號無限多次：
{\displaystyle \log n\prod _{p\leq n}\left(1-{\frac {1}{p}}\right)-e^{-\gamma }}
Robin的結果類似於李特爾伍德證明的「{\displaystyle \pi (x)-{\rm {Li}}(x)}這個差會變號無限多次」的這定理。唯對於梅滕斯第二及第三定理而言，目前尚沒有類似於斯奎斯數這樣，最小的導致變號的自然數的上界。

### 與質數定理間的關係
梅滕斯在他的《兩個令人好奇的勒讓德公式》（two curious formula of Legendre）這篇論文中論及了這個非病態的公式，在這篇文章中出現的第一個公式是梅滕斯第二定理的原型；而同篇文章中出現的第二個公式是梅滕斯第三定理的原型，詳情可見該篇文的前面數行。他回憶說這公式出現在勒讓德的《數論》（Théorie des nombres）的第三版（出版於1830年，而實際上該公式出現於1808年出版的第二版中），且更加詳細的版本為切比雪夫在1851年所證明。應當注意的是，歐拉在1737年就已知該公式的非病態行為。
梅滕斯禮貌性地描述說他的證明是更加精準且確實的。實際上在他之前的任何證明，在現代標準下都是不可接受的：歐拉的計算牽涉到無限（以及無限的雙曲對數和無限的對數的對數）；勒讓德的論證是啟發性的；而切比雪夫證明，盡管邏輯上完美，但用到了直到1896年之前都尚未得證、並在後來被稱為質數定理的勒讓德─高斯猜想。
梅滕斯的證明並未用到在1874時尚未得證的任何猜想，且只用到基本的實分析，而這證明出現在質數定理得證的22年之前；而與之相對地，質數定理仰賴對做為複數域上的函數的黎曼ζ函數的行為的詳細分析。
由此來看，梅滕斯的證明在這方面是印象深刻的，事實上，以當今慣用的大O符號表記，其論述如下：
{\displaystyle \sum _{p\leq x}{\frac {1}{p}}=\log \log x+M+O(1/\log x)}
而若使用最簡單、不帶誤差項估計的質數定理，可證明下式成立：
{\displaystyle \sum _{p\leq x}{\frac {1}{p}}=\log \log x+M+o(1/\log x).}
在1909年，愛德蒙·蘭道（Edmund Landau）用他當時可得的最好的質數定理的版本，證明了下式成立：
{\displaystyle \sum _{p\leq x}{\frac {1}{p}}=\log \log x+M+O(e^{-(\log x)^{1/14}})}
特別地，對任何固定數{\displaystyle k}而言，這誤差項小於{\displaystyle 1/(\log x)^{k}}
對已知的最強版本使用簡單的分部求和技巧，可將之改進為：
對於一些{\displaystyle c>0}而言，有{\displaystyle \sum _{p\leq x}{\frac {1}{p}}=\log \log x+M+O(e^{-c(\log x)^{3/5}(\log \log x)^{-1/5}})}
類似地，使用分部求和法可證明說質數定理蘊含了{\displaystyle \sum _{p\leq x}{\frac {\log p}{p}}=\log x+C+o(1)}。

## 梅滕斯第三定理
梅滕斯第三定理如下：
{\displaystyle \lim _{n\to \infty }\log n\prod _{p\leq n}\left(1-{\frac {1}{p}}\right)=e^{-\gamma }\approx 0.561459483566885,}
其中{\displaystyle \gamma }是歐拉-馬斯刻若尼常數。（A001620）

### 與篩法的關係
對於「{\displaystyle X}（{\displaystyle X\gg n}）沒有小於{\displaystyle n}的因子的機率」的估計，可由下式給出：
{\displaystyle \prod _{p\leq n}\left(1-{\frac {1}{p}}\right)}
這與梅滕斯第三定理密切相關，因為梅滕斯第三定理給出了下式的非病態估計：
{\displaystyle P(p\nmid X\ \forall p\leq n)={\frac {1}{e^{\gamma }\log n}}}

## 延伸閱讀
- Akiva Moiseevich Yaglom（英语：Akiva Moiseevich Yaglom）及Isaak Moiseevich Yaglom（英语：Isaak Moiseevich Yaglom）所著的《以初等技巧解決挑戰性數學問題》（Challenging mathematical problems with elementary solutions）第二版中的問題第171、173跟174。

## 外部連結
- 埃里克·韦斯坦因. . MathWorld.
- Sondow, Jonathan. . MathWorld.
- 埃里克·韦斯坦因. . MathWorld.
- Varun Rajkumar, π(x) and the Sieve of Eratosthenes （页面存档备份，存于）